# Řečice, Pelhřimov
Řečice là một làng thuộc huyện Pelhřimov, vùng Vysočina, Cộng hòa Séc.